# Onthophagus basilobatus
Onthophagus basilobatus là một loài bọ cánh cứng trong họ Bọ hung (Scarabaeidae).